# 化龙池历史文化街区
化龍池历史文化街区为湖南省长沙市湘江东岸天心区古城区，紧邻长沙黄兴南路步行商业街。化龙池原名“玉带街”、「鳌背街」，南起大古道巷，北止织机街（現改稱為「人民西路」），为长沙仅存的4条麻石路之一（其餘三條分別為太平街、潮宗街、坡子街）。街区为古长沙善化县的城市缩影，善化县治自北宋开始到民国元年，一直附城南郭，与长沙县县治同城。该街区的地名文化和传说文化十分丰富，有化龙池、南倒脱靴、出入是门、一步两搭桥、白果园、文庙坪、洗药庵、吊马庄等地名；清朝时期著名书法家何绍基的故居也在此街，中華民国政要、任过福建省主席的刘建绪的公馆也在此街。

## 化龍池簡介

### 歷史
“玉带”实为古长沙“八大公沟”之一。化龙池东侧便是古善化县学宫所在地。善化县学宫建于明嘉靖四十年(l561年)，按长沙府学宫规制仿建，规模宏大。化龙池东侧至今残存一段学宫青砖照墙，长约5米，高约3米，墙基凸出的须弥座较为完整地留存了下来。万历九年(1581年)知县冯应鳌在学宫前横开一路，曰“玉带街”，外渠日“玉带沟”，南北建“兴贤”、“育才”二石坊，规制渐备。明万历四十年(公元l612年)善化县知县唐源在学宫屏墙外横开一渠，桥日“三元”，路曰“鳌背”，池曰“化龙”。

### 名稱的由來
相傳在古時候在此街有一條鐵匠鋪，由師傅倆經營。師傅自私貪婪惡毒，徒弟善良忠誠老實。後來師傅病了，他臨死前叮囑徒弟說：「我死後，不要埋我，就丟在門外的井裏，只是每逢初一、十五，你要丟一隻公雞到井裏去。」師傅死後，徒弟按師傅的囑咐，把師傅屍體丟到井裏，每逢初一、十五，丟一隻公雞到井裏。不久，學徒娶了個賢慧的妻子，生活得十分美滿。一年後，葬著師傅的井中每到深夜就會發出陣陣響聲，日子越長；響聲越大，後來連地都震動起來。人們十分驚恐，晝夜不寧；徒弟夢見師傅抓他說：“你用公雞祭我，我身上沾了公雞的血，變成了一條龍，近日就要東歸大海去了，到時，長沙城會變成一片汪洋。但你不用怕，只要這幾天不倒鐵水到井裏去，我是不會害你的。退水後長沙城的人都淹死了，你還可以獨占長沙。否則，你就性命難保。” 徒弟醒來，才知道井裏的響動原來是師傅所為。他決心舍身救全城人 的性命。他把想法告訴了妻子，妻子滿眼淚水，但二話沒說就幫助他熔鐵。鐵水熔好了，夫妻趕緊抬出一桶，對著井裏一倒，就聽得井裏發出轟隆隆的響聲，接著，地面開始震動起來；他們趕緊又倒出第二桶，井裏的響聲更大，地面抖動起來；他倆趕緊倒出第三桶，只聽得一聲巨響，井邊的地塌了下去，夫妻倆也跟著陷下去……井不見了，響聲沒有了，地不再震動了，孽龍被鐵水溶化了，夫妻倆為此獻出了生命。再後來，進塌之處變成了一口小池塘，人們為紀念學徒夫妻倆勇鬥孽龍，就把這個小池塘叫「化龍池」；後來，小池塘沒有了，卻有了「化龍池」街名，並一直流傳下來。

### 麻石路鋪設方法
化龍池麻石铺设方法与潮宗街、金线街稍有不同。两侧直铺，中央亦直铺一道麻石，将街面一分为二，左右则为横排麻石，南北走向。街道弯曲，呈S形，很有特色。